# Real Federación de Fútbol de Marruecos
La Real Federación de Fútbol de Marruecos (en árabe: الجامعة الملكية المغربية لكرة القدم‎, en francés: Fédération Royale Marocaine de Football; abreviado FRMF) es el organismo rector del fútbol en Marruecos, con sede en Rabat. Fue fundada en 1955 y desde 1960 es miembro de la FIFA y la CAF. Organiza el campeonato de Liga y de Copa, así como los partidos de la selección nacional en sus distintas categorías.

## Presidentes
- Mohamed El Yazidi (1956-1957)
- Docteur Boucetta (1957-1962)
- Driss Slaoui (1962-1966)
- Majid Benjelloun (1966-1969)
- Maâti Jorio (1969-1970)
- Badreddine Snoussi (1970-1971)
- Arsalane Jadidi (1971-1974)
- Othman Slimani (1974-1978)
- Colonel Mehdi Belmejdoub (1978-1979)
- Fadoul Benzeroual (1979-1986)
- Colonel Driss Bamous (1986-1992)
- Colonel Major Houssaine Zemmouri (1992-1995)
- Général Hosni Benslimane (1995-2009)
- Ali Fassi-Fihri (2009-2014)
- Fouzi Lekjaa (2014-presente)